# Listă de filme franceze din 2008
Aceasta este o listă de filme franceze din 2008:
| 2008                                   |                                    | |                        | |
| Asterix at the Olympic Games           | Frédéric Forestier Thomas Langmann | Clovis Cornillac Gérard Depardieu                                                                                            | Comedie                | |
| Bienvenue chez les Ch'tis              | Dany Boon                          | Kad Merad, Dany Boon, Zoé Félix                                                                                              | Comedie                | Box office record in France |
| Un conte de Noël                       | Arnaud Desplechin                  | Catherine Deneuve, Jean-Paul Roussillon, Mathieu Amalric Anne Consigny, Melvil Poupaud, Emmanuelle Devos, Chiara Mastroianni | Comedie / Drama        | César Award for Best Supporting Actor for Jean-Paul Roussillon                                                                           |
| The First Day of the Rest of Your Life | Rémi Bezançon                      | Jacques Gamblin Zabou Breitman Déborah François Marc-André Grondin                                                           | Comedie                | Best Editing (Sophie Reine), Most Promising Actor (Marc-André Grondin) and Most Promising Actress (Déborah François) at the César Awards |
| Le Voyage du Ballon Rouge              | Hou Hsiao Hsien                    | Juliette Binoche Simon Iteanu                                                                                                | Drama                  | FIPRESCI Prize at the 2007 Valladolid International Film Festival                                                                        |
| Female Agents (Les Femmes de l'Ombre)  | Jean-Paul Salomé                   | Sophie Marceau Julie Depardieu                                                                                               | Film de război         | About female resistance agents in WWII                                                                                                   |
| I've Loved You So Long                 | Philippe Claudel                   | Kristin Scott Thomas | Drama                  | BAFTA Award for Best Film Not in the English Language                                                                                    |
| Martyrs                                | Pascal Laugier                     | Morjana Alaoui Mylène Jampanoï                                                                                               | Horror                 | |
| The Class (Entre les murs)             | Laurent Cantet                     | François Bégaudeau | Drama / Semi-Biografic | |
| La Belle Personne                      | Christophe Honoré                  | Louis Garrel Grégoire Leprince-Ringuet Léa Seydoux                                                                           | Drama                  | |
| Le crime est notre affaire             | Pascal Thomas                      | Catherine Frot, André Dussollier                                                                                             | Comedie /Mister        | |
| Séraphine                              | Martin Provost                     | Yolande Moreau Ulrich Tukur                                                                                                  | Drama                  | |
| Nos 18 ans                             | Frédéric Berthe                    | Pierre Boulanger Michel Blanc                                                                                                | Comedie                | Remake of "Notte prima degli esami" (2006, Italy)                                                                                        |
| Julia                                  | Erick Zonca                        | Tilda Swinton | Crime drama film       | |
| Paris 36                               | Christophe Barratier               | Gérard Jugnot, Clovis Cornillac, Kad Merad, Nora Arnezeder                                                                   | Musical dramedy        | |
| Sagan                                  | Diane Kurys                        | Sylvie Testud | Biographical           | |
| Stella                                 | Sylvie Verheyde                    | Léora Barbara, Benjamin Biolay, Guillaume Depardieu                                                                          | Comedy / Drama         | |
| Parc                                   | Arnaud des Pallières               | Sergi López, Jean-Marc Barr, Geraldine Chaplin, Nathalie Richard                                                             | Drama                  | |
| Passe-passe                            | Tonie Marshall                     | Nathalie Baye, Édouard Baer                                                                                                  | Crime film             | |
| Le Grand alibi                         | Pascal Bonitzer                    | Caterina Murino, Valeria Bruni Tedeschi, Lambert Wilson, Miou-Miou, Nicole Garcia                                            | Crime film             | |
| À l'aventure                           | Jean-Claude Brisseau               | Carole Brana, Jocelyn Quivrin                                                                                                | Drama                  | |
| Johnny Mad Dog                         | Jean-Stéphane Sauvaire             | |                        | Based on a novel by Emmanuel Dongala about child soldiers                                                                                |
| 8th Wonderland                         | Nicolas Alberny and Jean Mach      | Matthew Géczy, Alain Azerot, Eloïssa Florez                                                                                  | Science fiction        | |
| Paris                                  | Cédric Klapisch                    | Juliette Binoche, Romain Duris, Fabrice Luchini, François Cluzet, Mélanie Laurent, Maurice Bénichou, Karin Viard             |                        | |
| LOL (Laughing Out Loud)                | Lisa Azuelos                       | Sophie Marceau, Christa Theret, Jérémy Kapone                                                                                | Comedy                 | |
| Dragon Hunters                         | Arthur Qwak                        | Vincent Lindon, Patrick Timsit and Marie Drion                                                                               | Animated fantasy       | |
| Summer Hours                           | Olivier Assayas                    | Juliette Binoche, Charles Berling, Jérémie Renier, Kyle Eastwood                                                             | Drama                  | |